# Jovan Damjanović
Jovan Damjanović (serb. Joвaн Дaмjaнoвић; ur. 4 października 1982 w Kninie) – serbski piłkarz, grający na pozycji napastnika. W reprezentacji Serbii zadebiutował w 2011 roku. Rozegrał w niej 3 mecze.